# Centro Cultural de España en La Paz
El Centro Cultural de España en La Paz, CCELP, es un espacio cultural ubicado en el Centro Histórico de la ciudad de La Paz, en Bolivia; funciona desde 2012 como un proyecto impulsado por la Red de Centros Culturales de la Cooperación española, busca fomentar el intercambio cultural entre España y Bolivia, ofrece un amplio número de actividades en diversas disciplinas artísticas: artes visuales, artes plásticas, artes escénicas, literatura e historia.

## Líneas de actuación
Los cinco programas bajos los que se desarrolla el programa de Centro son:
1. Programa España contemporánea.
2. Programa de apoyo al arte boliviano contemporáneo.
3. Programa de formación del sector artístico cultural.
4. Programa de participación infantil y juvenil.
5. Programa de transversalización del enfoque de género en cultura.

### Directores
- María Pérez Sánchez-Laulhé (2012-2013)

- Clara Cabrera Brasero (2013-2016)
- María Pérez Sánchez-Laulhé (2016-2018)
- Jerónimo Fuentes Candau (2018-2019)
- Juan Sánchez Gutiérrez (2020-2025)
- Nadia Valentín Pardo (2025- )

## Antecedentes históricos del Centro
El CCELP abrió sus puertas el 11 de mayo de 2012 y fue inaugurado oficialmente por S.M. la Reina Doña Sofía el 24 de octubre del mismo año. Está ubicado en las instalaciones de la Casa de España, cuyo acondicionamiento se ha realizado a través de dos subvenciones de la AECID.
En agosto de 2014 se le dota de personería jurídica propia, ya que "el Marco de Asociación País con Bolivia, de acuerdo con lo establecido en el Plan Director, incluye el objetivo de potenciar el sector cultural y el acceso a la cultura en el país. Por ello y dado que ya existe, de manera informal, un centro similar que en poco tiempo se ha convertido en un referente en la ciudad y que está siendo del máximo interés para la presencia de la AECID en Bolivia, se procede a la creación de este centro".

## Ubicación actual
Situado en la Avenida Eliodoro Camacho, la Casa España, es parte del Casco Urbano Central de la Ciudad y forma parte de un conjunto de edificios patrimoniales e históricos de diferentes épocas, la mayoría de ellos acondicionados para prestar servicios financieros y administrativos. Hay un buen número de colegios en las inmediaciones y varias facultades de una de las principales universidades públicas del país: la Universidad Mayor de San Andrés. Los grandes Museos de la ciudad, así como instituciones culturales como el Ministerio de Culturas y Turismo, los edificios del Gobierno Autónomo Municipal local y la Fundación Cultural del Banco Central se encuentran también en la zona.

### Edificio
Diseñada por el arquitecto Julio Mariaca Pando, la Casa España cuenta con dos accesos, uno a través de la avenida Camacho y otro a través del pasaje peatonal Marina Nuñez del Prado. La fachada del edificio se caracteriza por la piedra labrada de la que está construida y su estilo neoclásico
En la planta baja del CCELP se encuentra la entrada principal del centro, que da hacia la Avenida Camacho, en esta planta se hallan:
- Salas de exposiciones 1: Proyectos expositivos de mediano y gran formato

- Aula: Área para la realización de conciertos, conferencias y presentaciones. Eventualmente se puede convertir en espacio expositivo:

- Sala de Exposiciones 2 (Espacio expositivo para presentaciones de pequeño formato)

En el semisótano del CCELP se encuentran los principales servicios, por un lado la biblioteca que alberga una sala de lectura, y por otro lado el MediaLab. El resto de los espacios correspondientes al semisótano están destinados a los almacenes y áreas de servicio.
En el sótano se encuentran las oficinas del CCELP. Por un lado el despacho de dirección y una pequeña área de secretaría y zona de reuniones y por otro lado las áreas de trabajo destinado a los cargos de gestión cultural, programación, administración, contabilidad y comunicación del CCELP.
En un nivel inferior, la planta sótano del CCELP conecta con el patio, espacio destinado a la realización de actividades y encuentros culturales al aire libre.
En un último nivel inferior al patio, el CCELP cuenta con una sala de exposiciones alternativa con el mínimo equipo necesario para la realización de exposiciones e intervenciones artísticas de pequeño formato.
- Oficinas: Espacio de trabajo del personal del centro

- Patio: Espacio para la realización de actividades al aire libre.

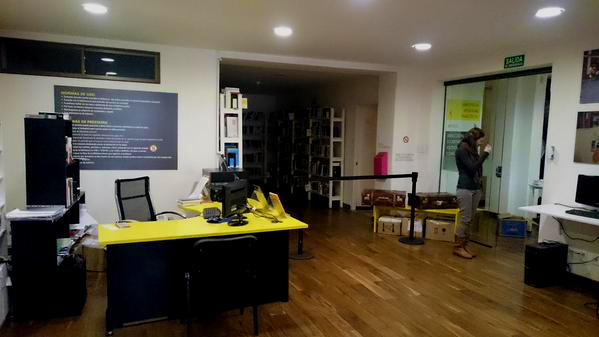
Biblioteca del CCELP

## Espacios
En 2015, la Secretaría General Iberoamericana (Segib) y el Ministerio de Asuntos Exteriores y de Cooperación de España firmaron un acuerdo conforme al que se comprometía “el aprovechamiento de dichas infraestructuras por parte de los Estados miembros de la Comunidad Iberoamericana de Naciones, para la realización de actividades concretas de cooperación y promoción cultural”.
Actualmente se identifican estos espacios:
- MediaLab: Espacio de creación audiovisual
- Almacén de libros: Espacio de almacenaje de libros, cajas y materiales diversos.
- Biblioteca y sala de lectura: Área para consultar y ofrecer el servicio de préstamo de libros a domicilio.

### MediaLab
El Medialab es un servicio permanente de asesoría y de préstamos de equipos, así como un lugar de trabajo en el que los usuarios pueden producir o editar sus proyectos.Su objetivo se define como: lograr la democratización de la creación artística
Los equipos a disposición de los usuarios son: Tres ordenadores IMAC para edición de audio y de vídeo, una tarjeta externa de sonido con dos parlantes de estudio para la grabación y edición de proyectos musicales, dos pantallas para data show, dos data show de alta potencia, equipo de audio 5.1 para sonorizaciones en espacios, cámara de fotografía , cámara de vídeo , cinco micrófonos , tres pantalla planas para presentación de proyectos, tres reproductores de vídeo y archivos vía USB, disco duro externo, trípode, cableado para los cinco micrófonos, micrófono inalámbrico, teclado midi, micrófono de condensador para grabación profesional.

### Biblioteca
La biblioteca presta servicio de préstamo de fondos bibliográficos catalogados, cuenta con aproximadamente 8000 volúmenes,relacionados con arte contemporáneo, cine, fotografía, poesía, novela y teatro. La biblioteca del CCELP recibió en 2014 el premio a La mejor Biblioteca de Bolivia por el Colegio de Profesionales de Ciencias de la Información.